# 長嶌寛幸
長嶌 寛幸（ながしま ひろゆき、1966年10月27日 - ）は、日本の作曲家、サウンドデザイナー。東京芸術大学大学院映像研究科教授。妻はロックミュージシャンのPhew。

## バイオグラフィー
10歳からテープレコーダーとシンセサイザーで作曲を始め、独学で作曲法を習得する。1989年、関西学院大学社会学部を卒業。映画音楽家としてのキャリアは1989年の『指圧王者』（石井聰亙監督）から始まる。また、Dowser（ダウザー）としての活動も行っている。2011年、東京芸術大学大学院映像研究科（映画専攻）准教授に就任。2014年より同教授。

## 作品

### フィルモグラフィー
- 指圧王者（1989年）
- ピノキオ√964（1991年）
- エンジェル・ダスト（1994年）
- MEMORIES - 第3話『大砲の街』（1995年）
- ペンペントライアスロン (1998年) - 堀内久彦と共同で「Dog Star Man」名義。ゲームミュージック。
- Фストーリー (2000年) - 堀内久彦と共同で「Dog Star Man」名義。ゲームミュージック。
- ダムド・ファイル（2003年）
- 犬と歩けば チロリとタムラ（2004年）
- ソドムの市（2004年）
- 銀のエンゼル（2004年）
- レイクサイド マーダーケース（2005年）
- ありがとう（2006年）
- こおろぎ（2006年）
- サッド ヴァケイション（2007年）
- 接吻（2008年）
- トワイライトシンドローム デッドゴーランド（2008年）
- 東南角部屋二階の女（2008年）
- 恐怖（2010年）
- 愚か者は誰だ（2010年）
- へんげ（2011年）
- 死ね!死ね!シネマ DIE, DIRECTORS, DIE!（2011年）
- 旧支配者のキャロル（2012年）
- 孤高の遠吠（2015年）
- 霊的ボリシェヴィキ（2017年）
- 乙姫二万年（2018年）

### テレビドラマ
- 金魚姫（2020年、NHK BSプレミアム）